# Tol Hansse
Tol Hansse (pseudoniem van Johannes Adrianus (Hans) van Tol; Laren, 3 april 1940 - Heerhugowaard, 29 april 2002) was een Nederlands zanger, componist, muzikant, liedjesschrijver, cabaretier en kunstschilder.

## Levensloop
Hansse was een zoon van de tekstschrijver Jacques van Tol en de danseres Jeanne Koopman en groeide op in Amsterdam. Vanwege de omstreden rol van zijn vader in de oorlog (hij schreef verschillende antisemitische teksten) koos Hans van Tol voor de artiestennaam Tol Hansse. Hij studeerde trompet en piano aan het conservatorium in Amsterdam en maakte samen met saxofonist en componist Clous van Mechelen deel uit van de rockband The Sharks. Daarnaast begeleidde hij cabaretier Tom Manders (alias Dorus) op trompet. Van Tol was ook een verdienstelijke jazztrompettist die zijn stijl voornamelijk had geënt op die van de legendarische Bix Beiderbecke.
In 1976 verscheen zijn eerste single Ik heb m'n piepertje ingeslikt. Hansse verwierf grote bekendheid met zijn singles Big city en Achter de rhododendron uit 1978, beide afkomstig van het album Moet niet zeuren. Het nummer Big City stond in 1978 twaalf weken genoteerd in de Nationale Hitparade. De single werd bekroond met goud. De lp Moet niet zeuren behaalde de 1e plaats in de albumlijst en bereikte de status platina. In hetzelfde jaar ontving Hansse een Zilveren Harp en een Edison. Hierna zouden nog vele singles volgen, waarvan Hoofdpijn, rheumatiek (1978) en Oma (1979) de bekendsten waren. Ook verschenen er nog meerdere albums. In 1993 nam Hansse een nieuwe versie op van het nummer Big city, met aangepaste tekst. Deze versie werd in 1999 door de bewoners van het Big Brother-huis gecoverd. Het handelsmerk van Hansse was een combinatie van factoren: een ijzersterk gevoel voor metrum als tekstschrijver, kurkdroge humor in de veelal anekdotische teksten, zijn nasale stemgeluid en de door saxofoonspel gedomineerde arrangementen van Clous van Mechelen. Hansse droeg met het lied Hi-ha-neutronenbom op zijn manier bij aan het misverstand dat de neutronenbom hoegenaamd geen materiële schade teweeg zou brengen: "Hi-ha-neutronenbom, je huis blijft staan, maar jij valt om. Een harde knal en een handje vuur. En daar is weer een huis te huur".
Hansse schreef ook nummers voor platen van andere artiesten, zoals Corrie van Gorps lp Corrie van Gorp, eveneens uit 1978. Hij was tevens kunstschilder. Zijn albumhoezen bevatten schilderijen van zijn hand. Tussen oktober 1997 en december 1999 schreef hij in totaal 56 columns in het Noordhollands Dagblad, die hij Tollumns noemde. Deze Tollumns zijn in boekvorm uitgebracht. Tol Hansse sprak vaak teksten in voor tekenfilms, zoals Schuilnaam Olifant (samen met Van Mechelen).
Hansse overleed in 2002 op 62-jarige leeftijd aan longkanker. Hij ligt begraven op begraafplaats 'Waerdse Landen' in Heerhugowaard.

## Discografie

### Albums
| Album met eventuele hitnotering(en) in de Nederlandse Album Top 100 | Datum van verschijnen | Datum van binnenkomst | Hoogste positie | Aantal weken | Opmerkingen |
| ------------------------------------------------------------------- | --------------------- | --------------------- | --------------- | ------------ | ----------- |
| Moet niet zeuren!                                                   | 1977                  | 07-01-1978            | 1(6wk)          | 33           | Platina     |
| In de bocht                                                         | 1978                  | 21-10-1978            | 7               | 12           |             |
| Ha, ha, ha, ik lach me dood                                         | 1979                  | 22-09-1979            | 26              | 6            |             |
| Moet je horen                                                       | 1980                  | -                     | -               | -            |             |
| Coole boel                                                          | 1989                  | -                     | -               | -            |             |
| Wat nou weer?!                                                      | 1993                  | -                     | -               | -            |             |
| Doodgewoon Tol Hansse                                               | 2003                  | -                     | -               | -            |             |

### Singles
| Single met eventuele hitnotering(en) in de Nederlandse Top 40 | Datum van verschijnen | Datum van binnenkomst | Hoogste positie | Aantal weken | Opmerkingen                                                       |
| ------------------------------------------------------------- | --------------------- | --------------------- | --------------- | ------------ | ----------------------------------------------------------------- |
| Ik heb m'n piepertje ingeslikt                                | 1976                  |                       |                 |              | B-kant Puf, puf, puf                                              |
| Big city                                                      | 1978                  | 11-02-1978            | 2               | 12           | Nr. 2 in de Nationale Hitparade B-kant / Met z'n allen op een bol |
| Achter de rhododendron                                        | 1978                  | 03-06-1978            | 17              | 6            | Nr. 9 in de Nationale Hitparade / B-kant Zes planken              |
| Hoofdpijn, rheumatiek                                         | 1978                  | 25-11-1978            | tip14           | -            | Nr. 39 in de Nationale Hitparade / B-kant Een man is maar een man |
| Van je waf, waf, waf                                          | 1979                  |                       |                 |              | B-kant Doe de joepie                                              |
| Oma                                                           | 1979                  | 22-09-1979            | 35              | 4            | Nr. 39 in de Nationale Hitparade / B-kant Lost in the desert      |
| 't Is me het stille nachtje wel                               | 1979                  |                       |                 |              | B-kant Het dondert in de verte                                    |
| De balalaika                                                  | 1980                  |                       |                 |              | B-kant Doe de joepie                                              |
| Disco hier, disco daar                                        | 1980                  |                       |                 |              | B-kant Allemaal een rondje                                        |
| Kijk uit voor de chip                                         | 1983                  |                       |                 |              | B-kant De ouderdom                                                |
| Heb jij nog wat te doen                                       | 1984                  |                       |                 |              | B-kant Hij doet 't niet                                           |
| Hello lovers                                                  | 1989                  |                       |                 |              | B-kant Bezuinigen                                                 |
| Nederland 1989                                                | 1989                  |                       |                 |              | B-kant Een trucker die moet rijden                                |
| Surfen, surfen, ik ga lekker surfen                           | 1990                  |                       |                 |              | B-kant Voel wat ik bedoel                                         |
| Big city (1993)                                               | 1993                  | 23-10-1993            | 38              | 3            | Nr. 35 in de Mega Top 50 B-kant Op weg naar St. Tropez            |
| Moeders willen ook nog wel eens wat                           | 1993                  |                       |                 |              | B-kant De evolutie die schreidt voort                             |
| Big city                                                      | 1999                  |                       |                 |              | B-kant Big city 1993                                              |
| Met z'n allen skiën                                           | 2000                  |                       |                 |              | B-kant Met z'n allen skiën (instrumentaal)                        |

| Single met hitnotering(en) in de Vlaamse Ultratop 50 | Datum van verschijnen | Datum van binnenkomst | Hoogste positie | Aantal weken | Opmerkingen                 |
| ---------------------------------------------------- | --------------------- | --------------------- | --------------- | ------------ | --------------------------- |
| Big city                                             | 1978                  | -                     |                 |              | Nr. 5 in de Radio 2 Top 30  |
| Achter de rhododendron                               | 1978                  | -                     |                 |              | Nr. 29 in de Radio 2 Top 30 |

### NPO Radio 2 Top 2000
| Nummer met noteringen in de NPO Radio 2 Top 2000 | '99  | '00  | '01  | '02  | '03  | '04  | '05  | '06  | '07 | '08  |
| ------------------------------------------------ | ---- | ---- | ---- | ---- | ---- | ---- | ---- | ---- | --- | ---- |
| Big City                                         | 1200 | 1588 | 1429 | 1985 | 1649 | 1893 | 1883 | 1786 | -   | 1931 |

1. ↑  Een '-' betekent dat het nummer niet was genoteerd en een vetgedrukt getal geeft de hoogste notering aan.
2. ↑  Deze tabel is bijgewerkt tot en met de laatste editie (2024).